# Manuel Ramos (actor)
Manuel Antonio Ramos (Rafaela, Santa Fe, 10 de diciembre de 1996) es un actor argentino conocido por sus papeles en producciones como Consentidos (2010-2011), Esperanza mía (2015), Amar, después de amar (2017), Go! Vive a tu manera (2019) y Entrelazados (2021-2023).

## Biografía
Manuel Antonio Ramos nació el 10 de diciembre de 1996 en la ciudad de Rafaela en la provincia de Santa Fe. Es el único hijo de Rodrigo Ramos y Romina, quienes se separaron cuando Ramos era pequeño. A la edad de 9 años, Ramos se mudó con su madre a Buenos Aires, sin embargo, cuando se encontraba cursando el último año de la escuela secundaria decidió irse de su casa para convivir con la familia de su novia. En ese tiempo, Manuel trabajó en el área de promoción del Ministerio de Cultura de la Ciudad de Buenos Aires y como delivery de sushi en Recoleta.

## Carrera profesional
A la edad de 12 años, Ramos envió unas fotos suyas a una agencia, la cual lo llamó para realizar un casting para una tira infantil titulada Consentidos (2010), en la cual se quedó con el papel de Toto y compartió pantalla con Claribel Medina, Natalie Pérez, Michel Noher y Marcelo De Bellis. Al mismo tiempo, Pol-ka Producciones lo convocó para realizar una participación especial en la telenovela Malparida emitida por El trece para interpretar el papel de Lorenzo Uribe en su niñez. Anteriormente, interpretó el papel de Joaquín en la película Las viudas de los jueves (2009) dirigida por Marcelo Piñeyro, donde compartió cartel con Leonardo Sbaraglia, Gloria Carrá, Juana Viale, Pablo Echarri y Gabriela Toscano.
En 2013, es nuevamente fichado por Pol-ka para participar en la ficción Solamente vos, donde interpretó a Lucas, el novio conflictivo de Mora (Ángela Torres). En 2015, se integró al elenco estable de la telenovela Esperanza mía, en la cual personificó a Santiago, uno de los alumnos del colegio del convento. Ese mismo año, protagonizó la obra teatral infantil Rebelius, en el papel de Otto en el Paseo La Plaza. Y formó parte del elenco principal de la obra Descuidistas junto a Lucas Velasco, Camila Mateos, Lola Morán y Sebastian Francini en el Teatro Porteño.
En 2017, le llegó su primer protagónico como actor juvenil en la tira Amar, después de amar de Telefe, donde interpretó a Federico Kaplan, el hijo de los personajes de Federico Amador e Isabel Macedo. Allí, también se desempeñó como el hermano de Mía (Delfina Chaves) y el mejor amigo de Nicolás (Franco Masini). Ese mismo año, debutó como conductor de radio con el programa Alto flash emitido por Radio y Punto junto a Paloma Ker, quien fuera su compañera de elenco algunos años antes en Consentidos. A su vez, Manuel protagonizó el cortometraje Tercer piso (2017) y al año siguiente también estelarizó otro corto titulado Sólo en familia (2018). Además, es nuevamente convocado por Radio y Punto para estar al frente del programa ¿Qué hicimos? (2018).
En 2019, se informó que Ramos se unió al elenco principal de Go! Vive a tu Manera de Netflix, donde dio vida a Tobías Acera, uno de los jugadores de básquet estrella del colegio. Más tarde, Ramos participó de la adaptación teatral de la serie en el Teatro Ópera dirigido por Sebastián Mellino. A su vez, fue fichado para integrar el elenco de Palau, la película junto a Gastón Pauls, Santiago Achaga y Michel Noher. Poco después, participó del programa especial de Fundación Huésped, Reacción en cadena, en el cual interpretó a Fran y fue emitido por El trece.
Su siguiente papel fue el de Renzo en la serie Mi amigo hormiga, la cual grabó en 2020 y se estrenó el 21 de enero de 2021 por Flow. Poco después, se anunció que se incorporó al elenco principal de la serie web Entrelazados de Disney+, donde personificó a Diego Lasso. En 2022, participó de la adaptación teatral de la serie, que fue estrenada en julio en el teatro Gran Rex. Ese mismo año, apareció en la película Pipa de Netflix, donde interpretó a Agustín Oregón. A principios del 2024, Ramos se unió al elenco principal de la obra teatral de terror El juego II, inicios dirigido por Francisco Ruiz Barlett en el Método Kairós.
Posteriormente, protagonizó junto a Gina Mastronicola la serie de fantasía Selenkay (2024-2025) de Disney Channel, en la cual interpretó a Gael Fénix, un adolescente misterioso que posee un poder relacionado al fuego.

## Filmografía

### Cine
| Año  | Título                   | Papel               | Notas        |
| ---- | ------------------------ | ------------------- | ------------ |
| 2009 | Las viudas de los jueves | Joaquín             |              |
| 2017 | Tercer piso              | Sebastián           | Cortometraje |
| 2018 | Sólo en familia          | Teo                 | Cortometraje |
| 2019 | Palau, la película       | Jorge (adolescente) |              |
| 2022 | Pipa                     | Agustín Oregón      |              |
| 2024 | El cinturón de Olivia    | Enzo                |              |

### Televisión
| Año       | Título                               | Papel                      | Notas                  |
| --------- | ------------------------------------ | -------------------------- | ---------------------- |
| 2010      | Malparida                            | Lorenzo Uribe (niño)       |                        |
| 2010-2011 | Consentidos                          | Tomás «Toto»               |                        |
| 2013      | Solamente vos                        | Lucas                      |                        |
| 2015      | Esperanza mía                        | Santiago Ríos              |                        |
| 2016      | Jostel                               | Marcos                     |                        |
| 2017      | Amar después de amar                 | Federico Kaplan            |                        |
| 2019      | Go! Vive a tu manera                 | Tobías Acera               |                        |
| 2019      | Pequeña Victoria                     | Emma Uriburu (adolescente) |                        |
| 2019      | Reacción en cadena                   | Fran                       | Especial de televisión |
| 2021      | Mi amigo hormiga                     | Renzo                      |                        |
| 2021-2023 | Entrelazados                         | Diego Lasso                |                        |
| 2023      | Argentina, tierra de amor y venganza | Marcelo                    |                        |
| 2024-2025 | Selenkay                             | Gael Fénix                 |                        |

### Web
| Año  | Título  | Papel | Notas                       |
| ---- | ------- | ----- | --------------------------- |
| 2020 | Adentro | Tomás | Episodio: «Bendita tú eras» |

### Videos musicales
| Año  | Video             | Papel           | Artista      |
| ---- | ----------------- | --------------- | ------------ |
| 2018 | «Summer Night»    | Interés amoroso | Yami Safdie  |
| 2021 | «Tipo con suerte» | Amigo           | El Purre     |
| 2021 | «Tanto calor»     | Interés amoroso | Maia Reficco |

## Radio
| Año  | Título        | Rol       | Emisora       |
| ---- | ------------- | --------- | ------------- |
| 2017 | Alto flash    | Conductor | Radio y Punto |
| 2018 | ¿Qué hicimos? | Conductor | Radio y Punto |

## Teatro
| Año       | Título                        | Papel         | Lugar            |
| --------- | ----------------------------- | ------------- | ---------------- |
| 2015      | Rebelius                      | Otto González | Paseo La Plaza   |
| 2015      | Descuidistas                  | El Ingeniero  | Teatro Porteño   |
| 2019      | Go! Vive a tu manera, en vivo | Tobías Acera  | Teatro Ópera     |
| 2022      | Entrelazados Live!            | Diego Lasso   | Teatro Gran Rex  |
| 2024-2025 | El juego II, inicios          | Pedro Melogno | El Método Kairós |
| 2024      | Generación desencantada       | José          | Teatro Regina    |